# Dance the Night
«Dance the Night» (с англ. — «Танцевать всю ночь») — песня британской певицы Дуа Липы, выпущенная 25 мая 2023 года лейблами Atlantic Records и Warner Records в качестве ведущего сингла с саундтрека Barbie the Album к фильму «Барби», премьера которого состоялась 21 июля 2023 года. Липа и Кэролайн Эйлин написали её вместе с продюсерами Эндрю Уайаттом и Марком Ронсоном, а братья Picard Brothers также участвовали в производстве. Песня в стиле диско, в которой использованы виолончель, скрипка, альт, струнные и бас, «Dance the Night» рассказывает о том, что Липа хочет танцевать всю ночь, и ничто ей не мешает. Вместе с песней был выпущен клип, в котором с камео появилась режиссёр фильма Грета Гервиг и были использованы кадры из ленты.
Песня «Dance the Night» заняла первое место в чарте UK Singles Chart, став четвертым синглом Дуа Липы с номером один в Великобритании. В США песня достигла седьмого места в Billboard Hot 100, став пятым синглом певицы, вошедшим в десятку лучших в стране. В других странах песня «Dance the Night» достигла первого места в Ирландии и Бельгии, а также вошла в первую десятку в Австралии, Австрии, Канаде, Дании, Франции, Германии, Нидерландах, Новой Зеландии, России и Швейцарии.

## История
В апреле 2023 года было объявлено, что Дуа Липа присоединилась к актёрскому составу предстоящего фантастического комедийного фильма Греты Гервиг «Барби».
Она записала оригинальную музыку для саундтрека к фильму Barbie: The Album. 22 мая 2023 года Липа объявила, что её главный сингл «Dance the Night» будет выпущен в следующую пятницу, 26 мая 2023 года. Это будет её первый музыкальный релиз после завершения цикла выпуска альбома Future Nostalgia. Джордж Гриффитс из Official Charts Company отметил, что фрагмент песни звучит как возвращение «к пропитанному диско звуку Future Nostalgia… с пластиковым блеском, конечно». Фрагмент сопровождал клип, в котором Липа в туфлях на каблуках, воссоздаёт кадр согнутой ноги Марго Робби во втором трейлере «Барби», а затем целуется с камерой; текст песни «Just come along for the ride!» играет над сверкающим диско-грувом. Дженнифер Чжан из Vulture отметила, что его выход ознаменовал смерть вирусного мема о хип-твисте Липы, поскольку новости о нём заменили последний в результатах поиска.

## Композиция
«Dance the Night» длится две минуты и 56 секунд. Эндрю Уайатт, Марк Ронсон и французские братья из дуэта продюсеров и авторов Picard Brothers спродюсировали песню. Уайатт играет на бас-гитаре и синтезаторе, Ронсон — на гитаре и пианино Rhodes, братья Пикард — на клавишных, а программировал её звукоинженер Брэндон Бост. В инструментарии песни присутствуют виолончель, скрипка и альт, а микшировал её Сербан Генеа при содействии Брайса Бордоне.
«Dance the Night» это песня в стиле диско. В песне использованы «классические струнные и фанковый бас». Таня Гарсия из Variety описала её как «ловкий, диско-поп номер». В припеве Липа поёт слова: «Смотри, как я танцую ночь напролет / Мое сердце может гореть, но ты не увидишь этого на моем лице / Смотри, как я танцую, танцую ночь напролет / Я все ещё поддерживаю вечеринку. (Watch me dance the night away / My heart could be burnin' but you won’t see it on my face / Watch me dance, dance the night away / I still keep the party running)». Она сравнивает слёзы, текущие по её лицу, когда она плачет, с бриллиантами.

## Музыкальное видео
Одновременно с синглом было выпущено музыкальное видео на песню «Dance the Night». В нём снялись Гервиг, Робби и актрисы Исса Рэй и Эмма Макки. В клипе использованы розовые декорации, и Липа разучивает в нём новую хореографию после того, как обнаруживает, что заказанный для съемок диско-шар рухнул на пол. Она танцует на огромных каблуках Барби, а камео появляется во время дискотечной вечеринки, после чего Гервиг освобождает своё режиссёрское кресло, чтобы похвалить выступление Липы и задать вопрос о событиях, которые привели к разрушению диско-шара. Эван Минскер из Pitchfork кратко описал клип: «Липа возглавляет труппу танцующих у диско-шаров, садится за руль розового кабриолета Барби и танцует на горячей розовой сцене» В клипе использованы флаконы духов в натуральную величину, а Лариша Пол из Rolling Stone заявила, что это «столько же блеска и глэма, сколько эскапизма и беспокойства».

## Награды и номинации
| Организация            | Год  | Категория                          | Результат | Ссылка |
| ---------------------- | ---- | ---------------------------------- | --------- | ------ |
| MTV Video Music Awards | 2023 | Best Pop                           | Номинация | [ 16 ] |
| MTV Video Music Awards | 2023 | Best Choreography                  | Номинация | [ 16 ] |
| MTV Video Music Awards | 2023 | Song of Summer                     | Номинация | [ 17 ] |
| LOS40 Music Awards     | 2023 | International Song of the Year     | Победа    |        |
| Grammy Awards          | 2024 | Song of the Year                   | Ожидается | [ 18 ] |
| Grammy Awards          | 2024 | Best Song Written for Visual Media | Ожидается | [ 18 ] |

## Участники записи
По данным из буклета альбома Barbie: The Album
- Эндрю Уайатт — продюсер, автор песен, бас, синтезатор
- Марк Ронсон — продюсер, автор песен, гитара, рояль Rhodes
- Picard Brothers — продюсер, программирование, клавишные
- Дуа Липа — автор песен
- Кэролайн Эйлин — автор песен
- Кларис Дженсен, Алан Степански, Кейтлин Салливан, Сюзанна Чапман, Джоэл Нойес, Сара Квон — виолончель
- Lisa Kim, Matt Lehmann, Jungsun Yoo, Jennifer Kim, Joanna Maurer, Annaliesa Place, Ann Kim, Tallie Brunfelt, Henry Wang, Kristi Helberg, Jeongmin Lee, Peter Bahng, Angela Lee, Julia Choi, Sein Ryu, Jeremia Velazquez — скрипка
- Даниэль Фарина, Майкл Рот, Роберт Мейер, Алексис Сайкс, Уилл Фрэмптон, Торрон Пфеффер — альт
- Брэндон Бост — инженер, программирование
- Сербан Генеа — микширование
- Брайс Бордоне — ассистент микширования

## Чарты
| Чарт (2023)                            | Высшая позиция |
| -------------------------------------- | -------------- |
| Австралия (ARIA)                       | 3              |
| Австрия (Ö3 Austria Top 40)            | 4              |
| Бельгия/Фландрия (Ultratop 50)         | 1              |
| Бельгия/Валлония (Ultratop 50)         | 1              |
| Канада (Billboard Canadian Hot 100)    | 4              |
| Канада (Billboard AC)                  | 6              |
| Канада (Billboard CHR/Top 40)          | 1              |
| Канада (Billboard Hot AC)              | 1              |
| СНГ (TopHit)                           | 1              |
| Чехия (Rádio — Top 100)                | 31             |
| Чехия (Singles Digitál Top 100)        | 7              |
| Финляндия (Suomen virallinen lista)    | 33             |
| Германия (GfK)                         | 7              |
| Мир (Billboard Global 200)             | 3              |
| Венгрия (Dance Top 40)                 | 19             |
| Венгрия (Rádiós Top 40)                | 1              |
| Венгрия (Single Top 40)                | 11             |
| Ирландия (IRMA)                        | 1              |
| Израиль (Media Forest)                 | 1              |
| Латвия (EHR)                           | 1              |
| Латвия (Airplay, LAIPA)                | 1              |
| Литва (AGATA)                          | 14             |
| Нидерланды (Dutch Top 40)              | 2              |
| Нидерланды (Single Top 100)            | 4              |
| Новая Зеландия (Recorded Music NZ)     | 5              |
| Норвегия (VG-lista)                    | 13             |
| Португалия (AFP)                       | 30             |
| Россия (TopHit)                        | 4              |
| Словакия (Rádio — Top 100)             | 6              |
| Словакия (Singles Digitál Top 100)     | 7              |
| Республика Корея (BGM, Circle)         | 59             |
| Республика Корея (Download, Circle)    | 138            |
| Швеция (Sverigetopplistan)             | 26             |
| Швейцария (Schweizer Hitparade)        | 3              |
| Великобритания (OCC UK Singles)        | 1              |
| США (Billboard Hot 100)                | 7              |
| США (Billboard Adult Contemporary)     | 13             |
| США (Billboard Adult Pop Airplay)      | 4              |
| США (Billboard Dance/Mix Show Airplay) | 9              |
| США (Billboard Pop Airplay)            | 5              |

## Сертификации
| Регион | Сертификация  | Продажи   |
| --- | ------------- | --------- |
| Австралия (ARIA) | 4× Платиновый | 280 000   |
| Австрия (IFPI Austria) | Золотой       | 15 000    |
| Бельгия (BEA) | Платиновый    | 40 000    |
| Канада (Music Canada) | 3× Платиновый | 240 000   |
| Дания (IFPI Danmark) | Платиновый    | 90 000    |
| Франция (SNEP) | Бриллиантовый | 333 333   |
| Италия (FIMI) | Платиновый    | 100 000   |
| Новая Зеландия (RMNZ) | 2× Платиновый | 60 000    |
| Польша (ZPAV) | 2× Платиновый | 100 000   |
| Португалия (AFP) | Платиновый    | 10 000    |
| Испания (PROMUSICAE) | Платиновый    | 60 000    |
| Швейцария (IFPI Switzerland) | Платиновый    | 20 000    |
| Великобритания (BPI) | Платиновый    | 600 000   |
| Стриминг |               |           |
| Греция (IFPI Greece) | Золотой       | 1 000 000 |
| Данные о продажах + прослушиваниях приведены только на основе сертификации. · Данные только о прослушиваниях приведены на основе сертификации. |               |           |

## История релиза
| Регион | Дата        | Форматы                    | Лейбл           | Ссылка |
| ------ | ----------- | -------------------------- | --------------- | ------ |
| Мир    | 25 мая 2023 | Digital download streaming | Atlantic Warner | [ 14 ] |
| Италия | 26 мая 2023 | Radio airplay              | Warner          | [ 73 ] |
| США    | 30 мая 2023 | Contemporary hit radio     | Warner          | [ 74 ] |